# 輝星のリベリオン
『輝星のリベリオン』（ホシのリベリオン）は、株式会社ダンクハーツが開発・配信していたスマートフォン用のゲームアプリ。略称は「ホシリベ」。2015年3月20日よりAndroid用、同年4月6日よりiOS用が配信され、2019年9月30日にサービスを終了した。

## 概要
地球によく似た惑星マラキアが舞台で、主人公は異世界から英雄を召喚できるという設定。
基本は横スクロールタイプのタワーディフェンス系ストラテジーRPG。プレイヤーが編成したユニット4体プラス、パートナー（フレンド）の1体を加えた最大5体で、主人公を守りつつ、迫ってくる敵をすべて倒すことでクエストクリアとなる。召喚したユニットはタップ＆スワイプで自由に動かすことができるなど、アクションゲーム的な要素があるのが特徴。
通常のクエスト以外に、ほぼ毎月イベントが複数開催されており、主なものとしては、ストーリーイベント、討伐イベント、高難易度イベント、ギルドバトルイベント、タワーイベント、ギルドバトルトーナメント、デュエルイベントなどがあった。
基本プレイは無料だが、召喚やスタミナ回復などに使うためのジュエルなどを購入するアイテム課金が存在した。

## 略歴
2014年11月に公式Twitterが登録され、2015年2月9日より公式サイトがオープン、事前登録およびTwitterキャンペーンが開始された。
3月12日に事前登録数が12万を突破、3月20日にはAndroid版がリリースされた。4月5日に20万ダウンロードを達成した翌日、iOS版がリリース。4月20日には合わせて60万ダウンロードを達成した。
リリース9か月後の2015年12月には100万ダウンロード、2016年7月には150万ダウンロードを達成した。
2015年9月に初のコラボイベントとして「ゆるドラシル×輝星のリベリオン」が開催された。以後、「CHAOS;CHILD」「七つの大罪」「デュラララ!!×2」「ディスガイア D2」といった著名な作品とのコラボレーションが行われた。
2016年12月にはストーリーの第2部が実装され、同じく12月からウェブラジオ、2017年5月からはゲーム実況者によるライブ配信も始まるなど、盛り上がりを見せた。
ただその一方で、度重なるギルドバトルの仕様変更、強力な新ユニットの実装などにより、無課金・微課金プレイヤーには続けていくのが困難になっていった。例として、2016年12月20日にVer.2.0.0がリリースされ、それまでユニット最高レアリティの排出率は通常3％だったのが、さらに上のレアリティが実装されて、そちらは0.5％の排出率であった。
2018年8月、ダンクハーツの新アプリゲーム「ヒーロー'sパーク」のティザーサイトおよび公式Twitterが公開されたのを前後して不具合が多発するようになり、2019年3月には恒常的なイベントの中止と、コミュニケーションツールとしてご活用くださいというお知らせが公開された。
そして、6月28日に約3か月後にサービス終了するという告知がなされ、2019年9月30日にサービスを終えた。

## ストーリー
ゲームの舞台は地球によく似た惑星マラキア。その惑星にはレムレースと呼ばれる魔物が住んでおり、人類はそれへの対処をしなくては平和な生活を営めなかった。主人公はそんなレムレースに対抗する組織である「A.L.U」の軍学校「A.L.M.A」に所属する士官候補生である。
あるときレムレースの襲撃を受けているなか、胸のブローチが光り輝くとともに主人公は召喚術の力に目覚め、異世界から強い英雄たちを呼び寄せることができるようになった。そして呼応するかのように、同じ軍学校に所属する少女ミンティーにも異変が起こる。彼女の身体を依り代にして、千年の時を生きるというココロと名乗る巫女が主人公に呼び掛けてきたのだ。このホシに迫る危機を、そしてこのホシを救ってと。
主人公は、シルヴィー、フォルジュ教官らの指揮のもと、フェーゴ、ミンティー、クリエル、ルーナといった仲間たちと共に、惑星の平和を守るために日々戦い続けるのであった。

## ゲームの特徴

### ゲームシステム
ユニットにはクラス（フェンサー、トルーパー、ランサー、バーサーカー、ソーサラー、アーチャー）と属性（炎、水、風、光、闇）が決められており、相手に応じて相性があった。またレアリティが高く、実装が新しいユニットほど通常は各種パラメーターの数値が高かった。

### スキル
ユニットにはスキルゲージが存在し、時間経過によってゲージがMaxになるとユニットスキルを放つことができた。3Dユニットによる派手なスキル演出はホシリベの売りの一つであったが、後述するギルドバトル時には時間がかかるということで、演出は表示しない設定にしている人が大半であった。

### ギルドバトル
プレイヤーが最大20人所属できるギルドというグループがあり、そのギルド同士が戦いあうギルドバトルが1日3回開催された。昼12時、夕7時、夜10時半からの各30分で、4つのギルドの総当たり戦となり、マップ上の9つの拠点をリアルタイムで取り合うという形であった。またギルドバトルイベント、ギルドバトルトーナメントが定期的に開催され、ホシリベでもっとも盛り上がるイベントであった。

### チャット
ホシリベの最大の魅力は、使いやすいチャット機能であったという人も多い。ギルド専用のチャットの他に、全プレイヤーが参加できるチャットがあり、1人1日1回、自由にルームを立てることができた。2017年11月からはスタンプが実装された。

### 声優とイラスト
英雄のイラストと、それに付された声優のボイスに人気があった。声優は主に「EARLY WING」所属のタレントが多かった。
英雄のイラストには、地球上にかつて実在した著名人や、神話上の存在などが使われた。ただし性別は男性から女性に変更されていることが多かった。
アプリアイコンはジャンヌ・ダルク（絵：大熊まい）であった。
また電撃Appコラボという形で、2015年8月から10月にかけて、甲斐姫（絵：カスカベアキラ、声：大坪由佳）、アフロディーテ（絵：八重樫南、声：桃河りか）、ウェネト（絵：うさ城まに、声：明瀬未央）のユニットも実装された。

## コラボレーション
- 「ゆるドラシル」、2015年9月10日-24日
- 「CHAOS;CHILD」、2015年12月10日-21日
- 「七つの大罪」、2016年1月5日-17日
- 「ROUND1」、2016年2月23日-3月7日、3月8日-22日
- 「電撃App」、2016年3月16日-24日
- 「インサイド」、2016年6月23日-30日
- 「デュラララ!!×2」、2016年8月10日-19日
- 「ディスガイア D2」、2016年11月10日-20日
- 「天空のクラフトフリート」、2017年1月16日-26日
- 「BLAZBLUE」、2017年2月10日-20日
- 「三国志乱舞」、2017年4月18日-26日
- 「神姫覚醒メルティメイデン」、2017年9月11日-18日
- 「モン娘☆は～れむ」、2017年11月10日-18日
- 「感染×少女」、2018年2月9日-16日

## 他メディアへの展開
輝星のリベリオン 攻略アイテムBOOK
宝島社発行、2015年8月6日発売。キャラクター人気投票の結果、声優今井麻美のプレイ記事、スタートガイド、英雄図鑑、本書限定書き下ろしストーリー（椙山平 著）などを掲載。
輝星のリベリオン スペシャルファンディスク
株式会社KADOKAWA、アスキー・メディアワークスより2016年3月26日に発売。ボイスドラマ＆新主題歌およびゲーム内のBGMを収録した特典付きCD。主題歌「REBELLION RISING」は大坪由佳が歌を担当。ボイスドラマはミンティー役の今井麻美、ルーナ役の喜多村英梨、ココロ役の大坪由佳が出演。イラストは空色れん。
Web限定ボイスドラマ“『輝星のリベリオン』～もう一つの希望～”
『ホシリベ』1周年記念ボイスドラマ。電撃オンラインの「『輝星のリベリオン』特集ページ」で2016年4月2日に公開。ダンクハーツの監修により、代々木アニメーション学院の生徒が制作したもの。
輝星のリベリオンRADIO 惑星マラキア放送局！
通称「リベラジ」。EARLY WINGのサイトで音声のみの公開。2016年12月19日から配信開始。第1回から第7回のパーソナリティは、加藤敦子（あつこ）、芦田智美、岡田優奈。第8回からは、加藤あつこ、長野佑紀。第50回からは、長野佑紀。ときどきゲストも登場した。2019年1月31日配信の第54回で最終回を迎えた。
ホシリベ道場！
ゲーム実況者のプルコギＴ、愛あむ（あむちゃん）の2人による生放送による配信動画。第1回は2017年5月16日（それ以前に全5回のプレ放送があった）。新イベントやユニットの紹介、ギルドバトル実況、ギルドバトルトーナメントの抽選会などが行われた。配信場所は「ゲーがく！」など。2019年1月4日配信の第37回で終了。